# Vườn quốc gia Machakhela
Vườn quốc gia Machakhela là một vườn quốc gia nằm ở thung lũng sông Machakhelistsqali, thuộc lãnh thổ tự trị Adjara, Gruzia. Được thành lập vào năm 2012, vườn quốc gia này có diện tích 8.733 hecta. Đây là nơi có cảnh quan độc đáo cùng với sự đa dạng sinh học của những cánh rừng rụng lá Euxine–Colchic.
Bên trong vườn quốc gia còn có tàn tích của pháo đài trong khu vực lịch sử Machakheli, cầu vòm và máy ép rượu nho. Từ sườn núi Mtavarangelozi trong vườn quốc gia có tầm nhìn ra Batumi, thành phố lớn thứ hai của Gruzia và hẻm núi Machakhela.